# Roman Doduik
Roman Doduik, né le 2 octobre 1998 en France, est un humoriste, comédien, chroniqueur, vidéaste web et influenceur français.

## Biographie

### Enfance, jeunesse et débuts
Né d'une mère travaillant à la Cinémathèque française et d'un père exerçant dans l'événementiel, Roman Doduik grandit à Cachan (Val-de-Marne). Il a dû suivre à partir de ses 11 ans un traitement d'hormones de croissance en raison de sa taille, retardant sa puberté,. Durant sa scolarité, il est victime de harcèlement répété.
De 12 à 19 ans, le Francilien est inscrit au conservatoire du Kremlin-Bicêtre,,,,. À 15 ans, alors en stage de 3e au Palais des Glaces, il découvre l'univers du stand-up et parvient à réaliser sa première scène en assurant la première partie d'un spectacle de Caroline Vigneaux,.
Il écrit à l'âge de 17 ans son premier one-man-show, La Revanche des crevettes,, se détourne de ses études en philosophie et se consacre à jouer dans des cafés-théâtres et des comedy clubs, tels le théâtre Trévise ou celui des Blancs-Manteaux,,.

### Carrière
Le premier confinement lié à la pandémie de Covid-19 début 2020 interrompt ses représentations. Inscrit depuis peu sur l'application TikTok, Doduik décide alors d'y poster des vidéos quotidiennement, orientées vers un public d'adolescents. Ainsi, les thèmes abordés sont les crushs, les parents ou encore la friend zone. Le succès est important puisque en mai, il comptabilise 500 000 abonnés,. Le Français publie également sur Instagram et YouTube et devient ainsi un influenceur,. À la suite de cela, il poste des micros-trottoirs, réalisés souvent dans la ville de Lyon et plus généralement en France et en Belgique, tout en rédigeant son prochain spectacle,,.
À partir de 2021, il retrouve la scène avec un spectacle intitulé ADOrable, qui aborde des thèmes tels que le rap, les réseaux sociaux ou encore la bisexualité,. Il se produit notamment au Montreux Comedy Festival ainsi qu'au Festival d'Avignon, événement où il a reçu une palme du Rire et de la Jeunesse,. Aujourd'hui en France parle de lui comme un « drôle de Zébulon à la tignasse bouclée et à la tchatche XXL »[pertinence contestée]. Il continue en parallèle ses activités sur les réseaux sociaux, abordant également sa vie privée, notamment sur YouTube dans un concept intitulé Sans tabou où il parle de son addiction à la pornographie, sa bisexualité ou encore son rapport à l'amour,.

### Diversification médiatique
Sa notoriété croissante lui permet une diversification de sa carrière. Il réalise ainsi sa propre web-série, Frérot, un partenariat avec la mairie de Lyon pour des soirées jeunesses, une publicité pour Gucci ou encore des éditos pour Konbini. Il est aussi à l'origine d'une structure nommée Storyz à destination des jeunes créateurs de contenus.
En 2023, Roman Doduik réalise des apparitions audiovisuelles régulières, en étant invité dans l'émission Les Douze Coups de midi sur TF1, en participant au jeu télévisé Fort Boyard sur France 2 ou encore en rejoignant France Inter en tant que chroniqueur dans l'émission Zoom Zoom Zen. En fin d'année, il devient sociétaire des Grosses têtes sur RTL,.
Début 2024, alors qu'il comptabilise 2,8 millions d'abonnés sur TikTok, l'humoriste prend part à la saison 13 de Danse avec les stars sur TF1 aux côtés de la danseuse Ana Riera,. Durant la même année, il est à l’affiche du film Ducobu passe au vert.
En 2025, Roman Doduik devient parrain de l'association e-Enfance, qui lutte contre le harcèlement scolaire et gère le numéro vert 3018.

## Influences
À l'occasion d'une interview dans Le Progrès fin 2022, Roman Doduik déclare avoir pour modèles Pierre Palmade, Muriel Robin, Louis C.K. ou encore Guillermo Guiz.

## Activités audiovisuelles

### Radio

#### Chroniqueur
- 2023 : Zoom Zoom Zen sur France Inter
- 2023- : Les Grosses Têtes sur RTL[20],[17]

### Télévision et web

#### Participant / candidat
- 2023, 2024 : Fort Boyard sur France 2
- 2023, 2024 : Vendredi tout est permis avec Arthur sur TF1
- 2024 : Que le meilleur gagne sur M6
- 2024 : Danse avec les stars (saison 13) sur TF1
- 2025 : Le Grand Concours sur TF1
- 2025 : 100% logique sur France 2
- 2025 : Murder Party au musée sur M6 : candidat
- 2025 : BOAT, diffusé en simultané sur les chaînes twitch de ZeratoR et slash_ftv

#### Animateur
- 2023- : Zéro faute, web-série sur Lumni et France Télévisions[9],[24]

### Filmographie
- 2024 : Ducobu passe au vert !, film d'Élie Semoun : Débilo, un influenceur
- 2025 : ZONZ : Gabin

### Doublage
- 2024 : Le Deuxième Meilleur Hôpital de la Galaxie : Flim